# Camellia
Camellia és un gènere de plantes amb flors de la família de les teàcies (Theaceae). Són plantes natives del sud-est asiàtic i algunes de les seves espècies són molt conegudes com a plantes ornamentals, com la Camellia japonica o com a productores de te com la Camellia sinensis.

## Característiques
Les espècies del gènere Camellia són originàries de l'Extrem Orient i el sud-est d'Àsia des de l'Himàlaia a Corea i Indonèsia. Rep el nom del botànic jesuïta Georg Joseph Kamel.
Entre les espècies la més famosa és el te (Camellia sinensis). Entre les ornamentals es troba la camèlia japonesa (C. japonica) (que malgrat el nom es troba també a Corea i Xina oriental) de la qual n'hi ha molts cultivars o híbrids.

## Descripció

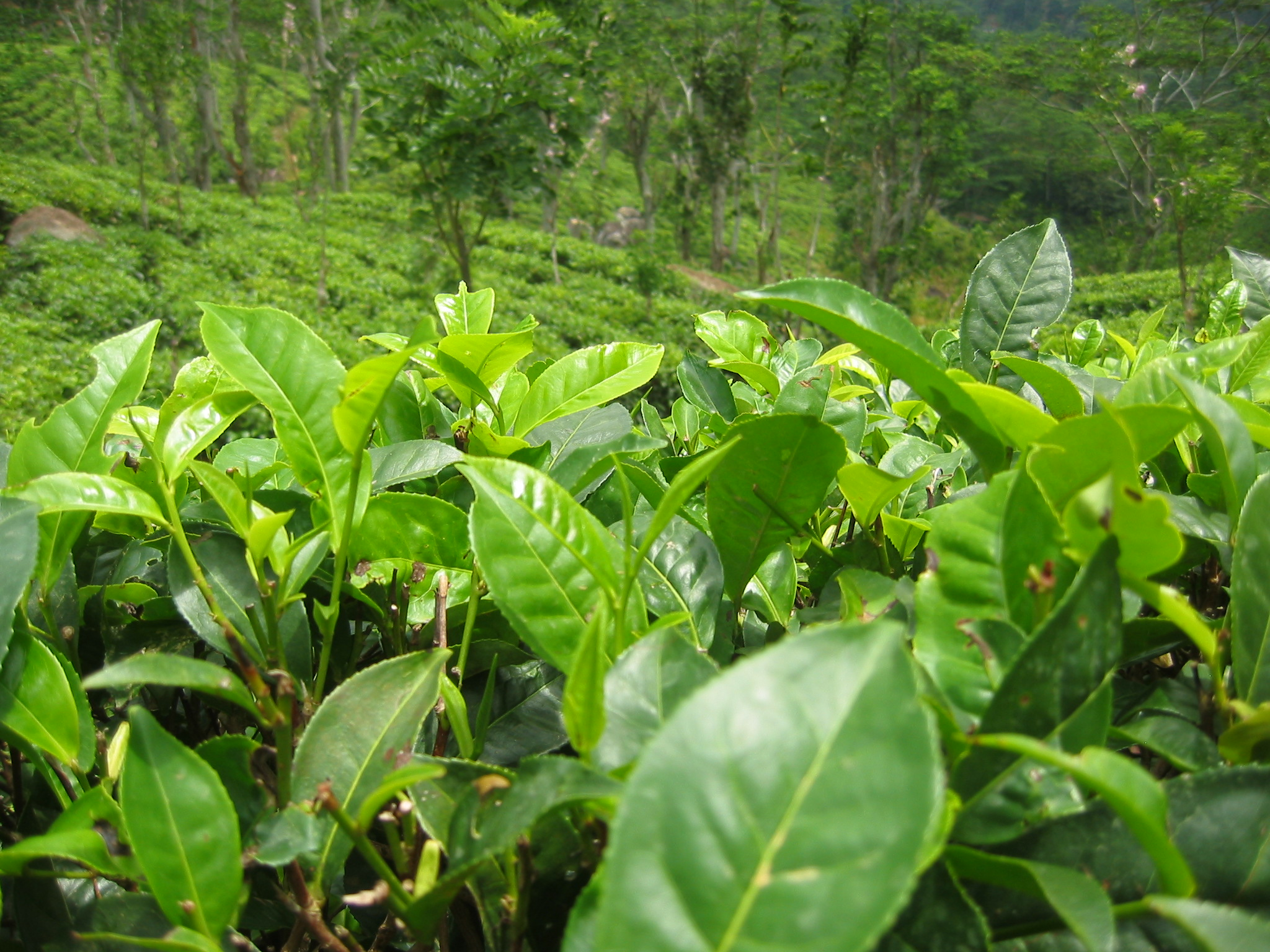
Fulles de Camellia sinensis, o planta del te

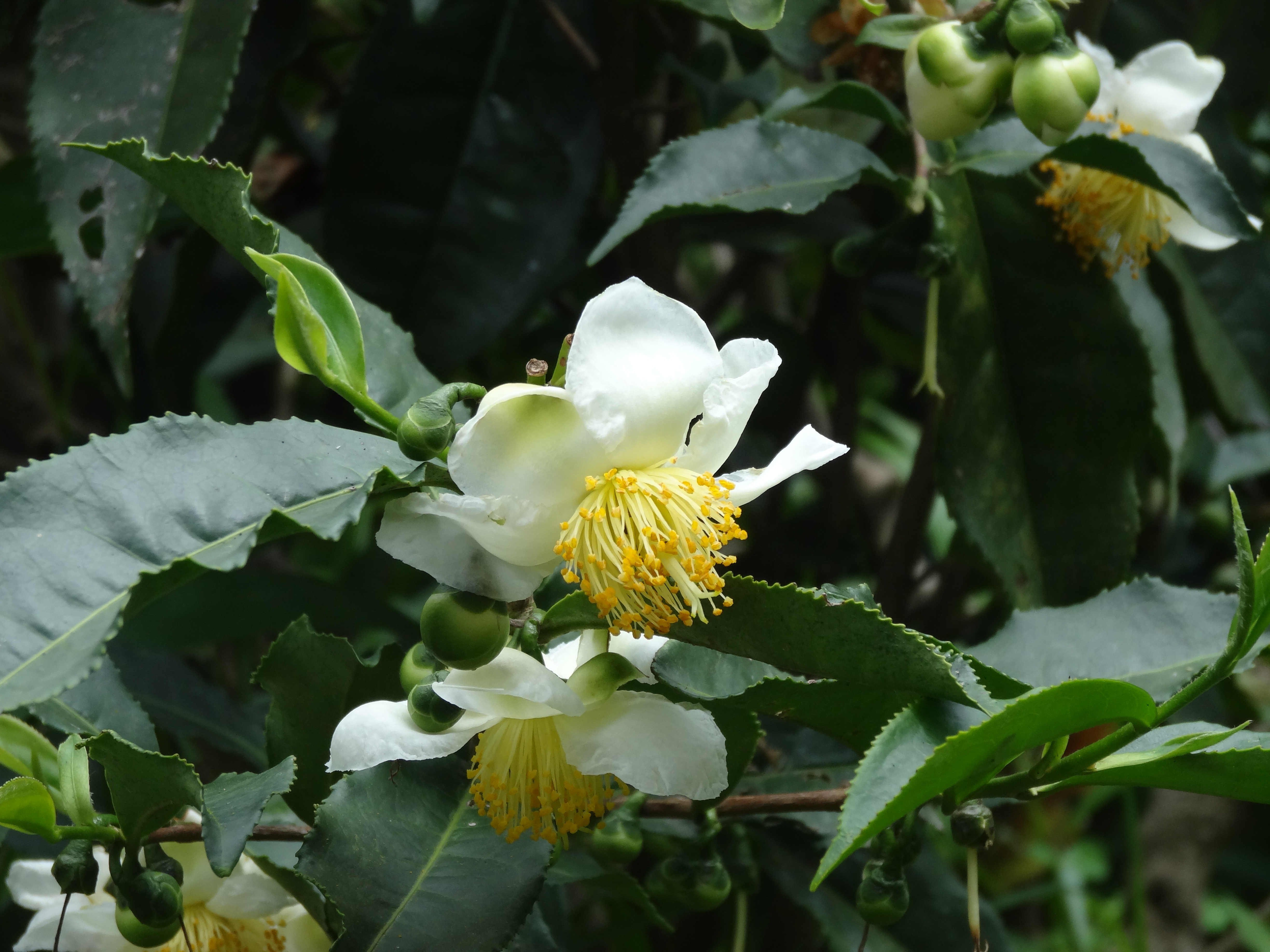
Planta de Camellia sinensis amb flors

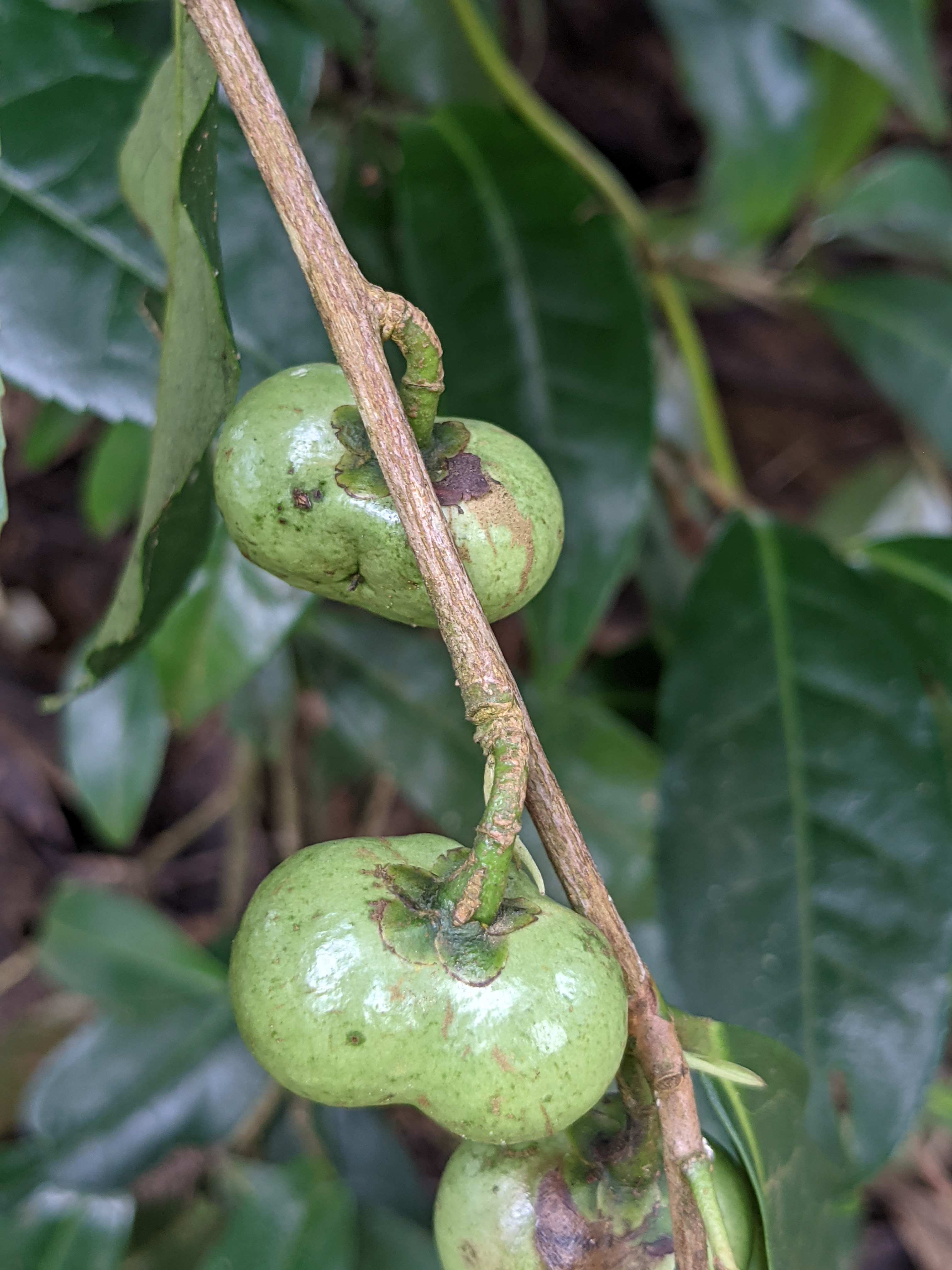
Fuits de Camellia sinensis

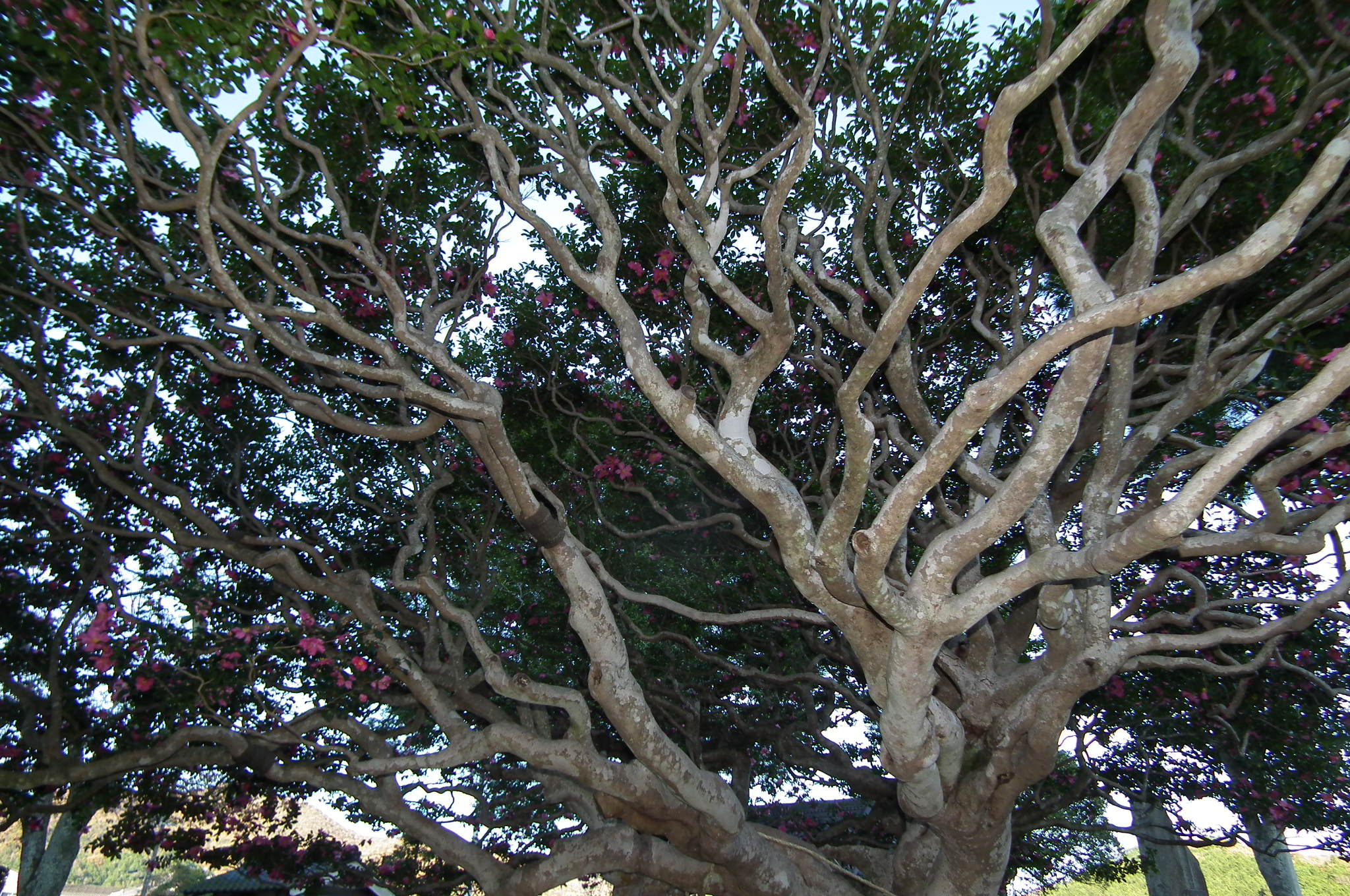
Arbre de Camellia sasanqua

Són arbusts de fulla persistent o petits arbres. Les fulles es disposen alternadament i són simples, gruixudes i serrades que fan fins a 17 cm de llarg. les flors són grosses i vistoses des d'un a 12 cm de diàmetre, amb de cinc a nou pètals en les espècies silvestres. La corol·la és de color variat des de rosa a blanc i vermell però també en poques espècies poden ser grogues. El fruit és una càpsula seca amb compartiments de 8 llavors cadascun.
En general volen sòls àcids i moltes espècies no poden viure en sòls calcaris. Moltes espècies requereixen molta aigua i no suporten la secada. Creixen amb rapidesa.

## Taxonomia
Aquest gènere va ser publicat per primer cop l'any 1753 a l'obra Species Plantarum de Carl von Linné (1707-1778).

### Espècies
Dins d'aquest gènere es reconeixen les 224 espècies següents:
- Camellia albata Orel & Curry
- Camellia amplexicaulis (Pit.) Cohen-Stuart
- Camellia amplexifolia Merr. & Chun
- Camellia anderseniae Orel
- Camellia andrefrancisii Orel & Curry
- Camellia anlungensis Hung T.Chang
- Camellia assimiloides Sealy
- Camellia aurea Hung T.Chang
- Camellia azalea C.F.Wei
- Camellia bidoupensis Truong, Luong & Tran
- Camellia brevistaminata Orel & Curry
- Camellia brevistyla (Hayata) Cohen-Stuart
- Camellia bugiamapensis Orel, Curry, Luu & Q.D.Nguyen
- Camellia campanulata Orel, Curry & Luu
- Camellia candida Hung T.Chang
- Camellia capitata Orel, Curry & Luu
- Camellia cattienensis Orel
- Camellia caudata Wall.
- Camellia chekiangoleosa Hu
- Camellia cherryana Orel
- Camellia chinmeiae S.L.Lee & T.Y.A.Yang
- Camellia chrysanthoides Hung T.Chang
- Camellia columna Orel & Curry
- Camellia compacta Orel & Curry
- Camellia concinna Orel & Curry
- Camellia connata (Craib) Craib
- Camellia corallina (Gagnep.) Sealy
- Camellia cordifolia (F.P.Metcalf) Nakai
- Camellia costata S.Y.Hu & S.Y.Liang
- Camellia costei H.Lév.
- Camellia crapnelliana Tutcher
- Camellia crassicolumna Hung T.Chang
- Camellia crassipes Sealy
- Camellia crassiphylla Ninh & Hakoda
- Camellia crassisepala Orel & Curry
- Camellia cuongiana Orel & Curry
- Camellia cupiformis T.L.Ming
- Camellia curryana Orel & Luu
- Camellia cuspidata (Kochs) Bean
- Camellia dalatensis V.D.Luong, Ninh & Hakoda
- Camellia debaoensis R.C.Hu & Y.Q.Liufu
- Camellia decora Orel, Curry & Luu
- Camellia dilinhensis Ninh & V.D.Luong
- Camellia discorsa Orel & Curry
- Camellia dongnaicensis Orel
- Camellia dormoyana (Pierre) Sealy
- Camellia drupifera Lour.
- Camellia duyana Orel, Curry & Luu
- Camellia edithae Hance
- Camellia elizabethae Orel & Curry
- Camellia elongata (Rehder & E.H.Wilson) Rehder
- Camellia erubescens Orel & Curry
- Camellia euphlebia Merr. ex Sealy
- Camellia euryoides Lindl.
- Camellia exigua Orel & Curry
- Camellia fangchengensis S.Ye Liang & Y.C.Zhong
- Camellia fansipanensis J.M.H.Shaw, Wynn-Jones & V.D.Nguyen
- Camellia fascicularis Hung T.Chang
- Camellia flava (Pit.) Sealy
- Camellia flavida Hung T.Chang
- Camellia fleuryi (A.Chev.) Sealy
- Camellia flosculora Curry, V.S.Le, T.Q.Cuong & V.D.Luong
- Camellia fluviatilis Hand.-Mazz.
- Camellia foleyana Orel & Curry
- Camellia forrestii (Diels) Cohen-Stuart
- Camellia fragilis Orel & Curry
- Camellia fraterna Hance
- Camellia fulva Orel & Curry
- Camellia furfuracea (Merr.) Cohen-Stuart
- Camellia gaudichaudii (Gagnep.) Sealy
- Camellia gilbertii (A.Chev.) Sealy
- Camellia glabricostata T.L.Ming
- Camellia gracilipes Merr. ex Sealy
- Camellia grandibracteata Hung T.Chang, Y.J.Tan, F.L.Yu & P.S.Wang
- Camellia granthamiana Sealy
- Camellia grijsii Hance
- Camellia gymnogyna Hung T.Chang
- Camellia hainanica Y.L.Zhao & Z.G.Xu
- Camellia harlandii Orel & Curry
- Camellia hatinhensis V.D.Luong, Ninh & L.T.Nguyen
- Camellia hekouensis C.J.Wang & G.S.Fan
- Camellia hiemalis Nakai
- Camellia hirsuta Hakoda & Ninh
- Camellia honbaensis Luu, Q.D.Nguyen & G.Tran
- Camellia hongiaoensis Orel & Curry
- Camellia hongkongensis Seem.
- Camellia huana T.L.Ming & W.J.Zhang
- Camellia huulungensis Rosmann & Ninh
- Camellia ilicifolia Y.K.Li
- Camellia illia Orel & Curry
- Camellia impressinervis H.T.Chang & S.Ye Liang
- Camellia indochinensis Merr.
- Camellia ingens Orel & Curry
- Camellia insularis Orel & Curry
- Camellia × intermedia (Tuyama) Nagam.
- Camellia inusitata Orel, Curry & Luu
- Camellia japonica L.
- Camellia kirinoi Ninh
- Camellia kissii Wall.
- Camellia krempfii (Gagnep.) Sealy
- Camellia kwangsiensis Hung T.Chang
- Camellia lanceolata (Blume) Seem.
- Camellia langbianensis (Gagnep.) P.H.Hô
- Camellia laotica (Gagnep.) T.L.Ming
- Camellia latifolia Orel & Curry
- Camellia lawii Sealy
- Camellia leptophylla S.Ye Liang ex Hung T.Chang
- Camellia ligustrina Orel, Curry & Luu
- Camellia longicalyx Hung T.Chang
- Camellia longii Orel & Luu
- Camellia longipedicellata (Hu) Hung T.Chang & D.Fang
- Camellia longissima H.T.Chang & S.Ye Liang
- Camellia lucii Orel & Curry
- Camellia luongii Ninh & Le
- Camellia lutchuensis T.Itô
- Camellia luteocalpandria S.X.Yang & E.D.Liu
- Camellia luteocerata Orel
- Camellia luteoflora Y.K.Li ex Hung T.Chang & F.A.Zeng
- Camellia luteonerva Orel & Curry
- Camellia luteopallida V.D.Luong, T.Q.T.Nguyen & Luu
- Camellia maiana Orel
- Camellia mairei (H.Lév.) Melch.
- Camellia maoniushanensis J.L.Liu & Q.Luo
- Camellia megasepala Hung T.Chang & Trin Ninh
- Camellia melliana Hand.-Mazz.
- Camellia micrantha S.Ye Liang & Y.C.Zhong
- Camellia mileensis T.L.Ming
- Camellia mingii S.X.Yang
- Camellia minima Orel & Curry
- Camellia mollis Hung T.Chang & S.X.Ren
- Camellia multigemma Orel & Curry
- Camellia murauchii Ninh & Hakoda
- Camellia namkadingensis Soulad. & Tagane
- Camellia nematodea (Gagnep.) Sealy
- Camellia nervosa (Gagnep.) Hung T.Chang
- Camellia ngheanensis N.D.Do, V.D.Luong, N.S.Lý, T.H.Lê & D.H.Nguyễn
- Camellia ninhii V.D.Luong & Le
- Camellia oconoriana Orel, Curry & Luu
- Camellia oleifera C.Abel
- Camellia pachyandra Hu
- Camellia pallida Orel & Curry
- Camellia parviflora Merr. & Chun ex Sealy
- Camellia parvimuricata Hung T.Chang
- Camellia parvula Orel & Curry
- Camellia paucipunctata (Merr. & Chun) Chun
- Camellia pentagonalema Orel & Curry
- Camellia petelotii (Merr.) Sealy
- Camellia phanii Hakoda & Ninh
- Camellia philippinensis Hung T.Chang & S.X.Ren
- Camellia pilosperma S.Yun Liang
- Camellia pingguoensis D.Fang
- Camellia piquetiana (Pierre) Sealy
- Camellia pirifructa Orel & Curry
- Camellia pitardii Cohen-Stuart
- Camellia pleurocarpa (Gagnep.) Sealy
- Camellia polyodonta F.C.How ex Hu
- Camellia proensis V.D.Luong, Dudkin & V.H.Quach
- Camellia psilocarpa X.G.Shi & C.X.Ye
- Camellia ptilophylla Hung T.Chang
- Camellia pubicosta Merr.
- Camellia pubifurfuracea Y.C.Zhong
- Camellia pubipetala Y.Wan & S.Z.Huang
- Camellia puhoatensis N.S.Lý, V.D.Luong, T.H.Lê, D.H.Nguyễn & N.D.Do
- Camellia pukhangensis N.D.Do, V.D.Luong, S.T.Hoang & T.H.Lê
- Camellia pulchella Orel & Curry
- Camellia punctata (Kochs) Cohen-Stuart
- Camellia pyriparva Orel & Curry
- Camellia pyxidiacea Z.R.Xu, F.P.Chen & C.Y.Deng
- Camellia quangcuongii L.V.Dung, S.T. Hoang & Nhan
- Camellia reflexa Orel & Curry
- Camellia renshanxiangiae C.X.Ye & X.Q.Zheng
- Camellia reticulata Lindl.
- Camellia rhytidocarpa H.T.Chang & S.Ye Liang
- Camellia rosacea Tagane, Soulad. & Yahara
- Camellia rosiflora Hook.
- Camellia rosmannii Ninh
- Camellia rosthorniana Hand.-Mazz.
- Camellia rostrata S.X.Yang & S.F.Chai
- Camellia rubriflora Ninh & Hakoda
- Camellia rusticana Honda
- Camellia salicifolia Champ.
- Camellia saluenensis Stapf ex Bean
- Camellia sasanqua Thunb.
- Camellia scabrosa Orel & Curry
- Camellia sealyana T.L.Ming
- Camellia semiserrata C.W.Chi
- Camellia septempetala Hung T.Chang & L.L.Qi
- Camellia siangensis T.K.Paul & M.P.Nayar
- Camellia sinensis (L.) Kuntze
- Camellia sonthaiensis Luu, V.D.Luong, Q.D.Nguyen & T.Q.T.Nguyen
- Camellia stellata Orel & Curry
- Camellia stuartiana Sealy
- Camellia subintegra P.C.Huang
- Camellia synaptica Sealy
- Camellia szechuanensis C.W.Chi
- Camellia szemaoensis Hung T.Chang
- Camellia tachangensis F.S.Zhang
- Camellia tadungensis Orel, Curry & Luu
- Camellia taliensis (W.W.Sm.) Melch.
- Camellia tenii Sealy
- Camellia thailandica Hung T.Chang & S.X.Ren
- Camellia thanxaensa Hakoda & Kirino
- Camellia thuongiana V.D.Luong, A.Le & T.L.Nguyen
- Camellia tienyenensis Orel & Curry
- Camellia tomentosa Orel & Curry
- Camellia tonkinensis (Pit.) Cohen-Stuart
- Camellia transarisanensis (Hayata) Cohen-Stuart
- Camellia trichoclada (Rehder) S.S.Chien
- Camellia triquetra Orel & Curry
- Camellia tsaii Hu
- Camellia tsingpienensis Hu
- Camellia tuberculata S.S.Chien
- Camellia tuyenquangensis V.D.Luong, Le & Ninh
- Camellia uraku Kitam.
- Camellia venusta Orel & Curry
- Camellia villicarpa S.S.Chien
- Camellia viridicalyx H.T.Chang & S.Ye Liang
- Camellia viscosa Orel & Curry
- Camellia vuquangensis V.D.Luong, Ninh & L.T.Nguyen
- Camellia wardii Kobuski
- Camellia wilkesiana Orel & Curry
- Camellia xanthochroma K.M.Feng & L.S.Xie
- Camellia yokdonensis Dung bis & Hakoda
- Camellia yunnanensis (Pit. ex Diels) Cohen-Stuart
- Camellia zhaiana S.X.Yang

### Sinònims
Els següents noms científics són sinònims de Camellia:
- Sinònims homotípics

- Tsubaki Adans.

- Sinònims heterotípics

- Sasanqua Nees
- Calpandria Blume
- Camelliastrum Nakai
- Dankia Gagnep.
- Desmitus Raf.
- Drupifera Raf.
- Piquetia Hallier f.
- Salceda Blanco
- Stereocarpus Hallier f.
- Thea L.
- Theaphylla Raf.
- Theopsis (Cohen-Stuart) Nakai
- Tsia Adans.
- Yunnanea Hu

## Galeria fotogràfica

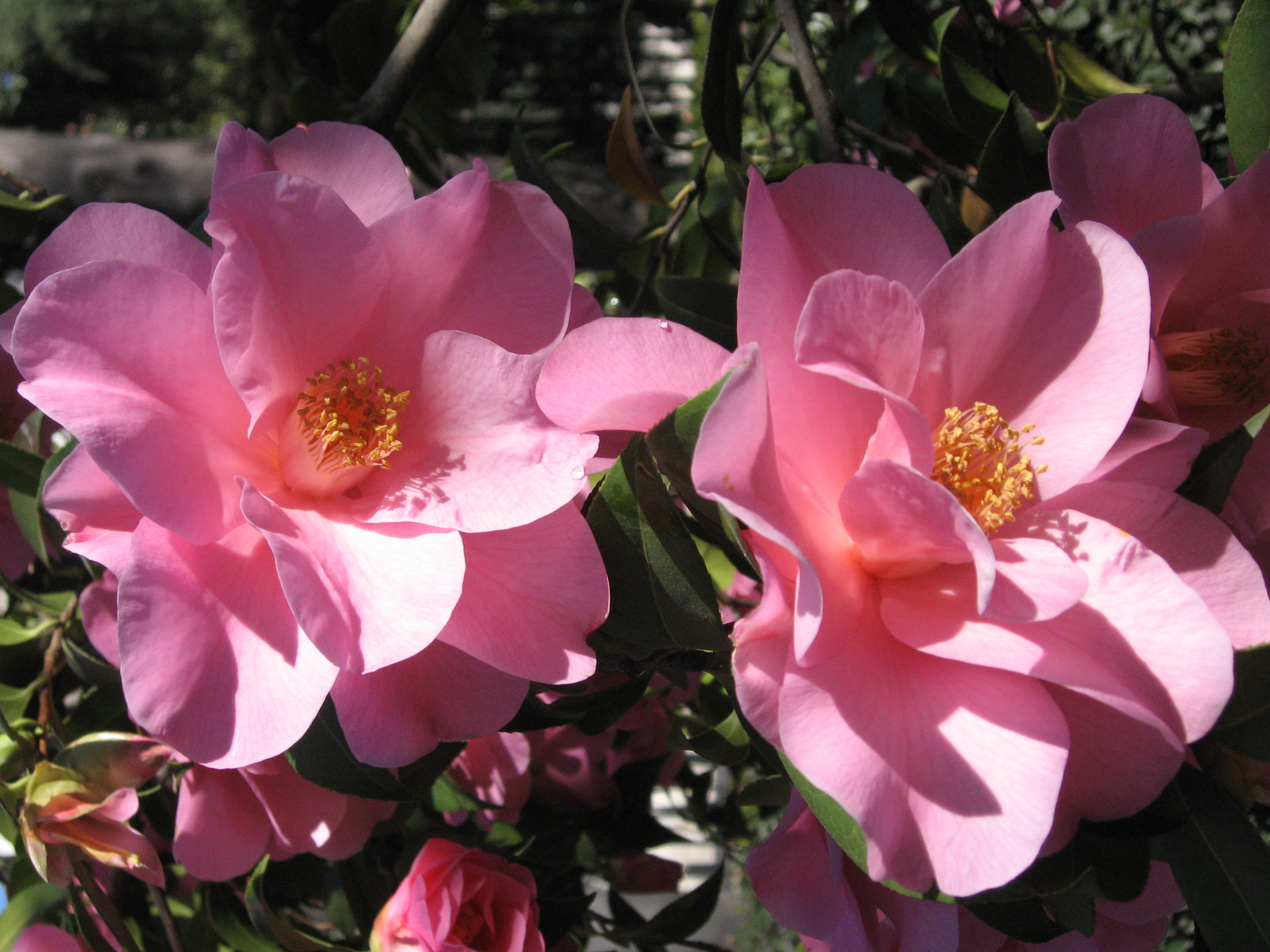
Camellia × williamsii cv. 'Brigadoon' de flor simple
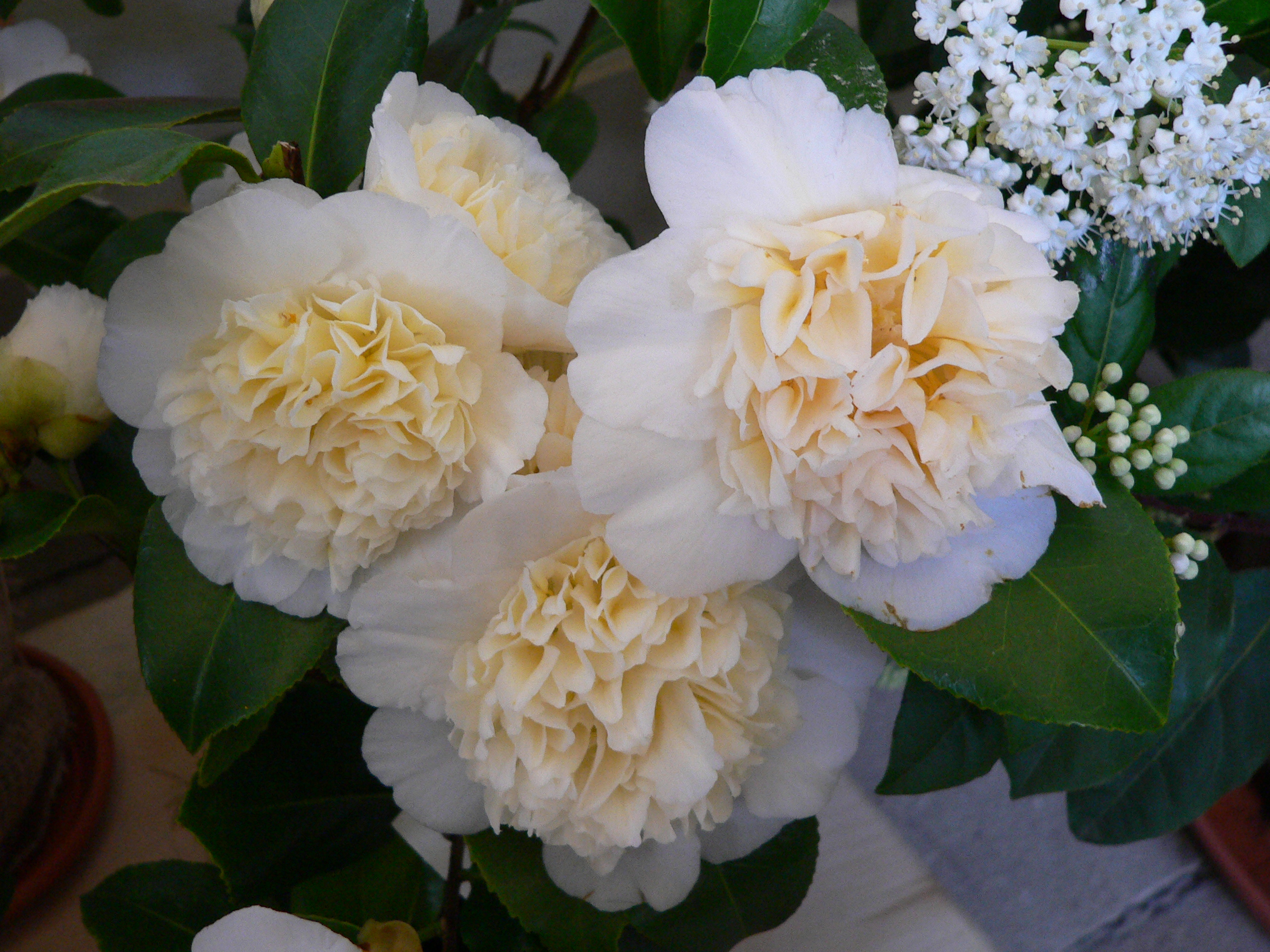
Híbrid cv. 'Jury's Yellow'
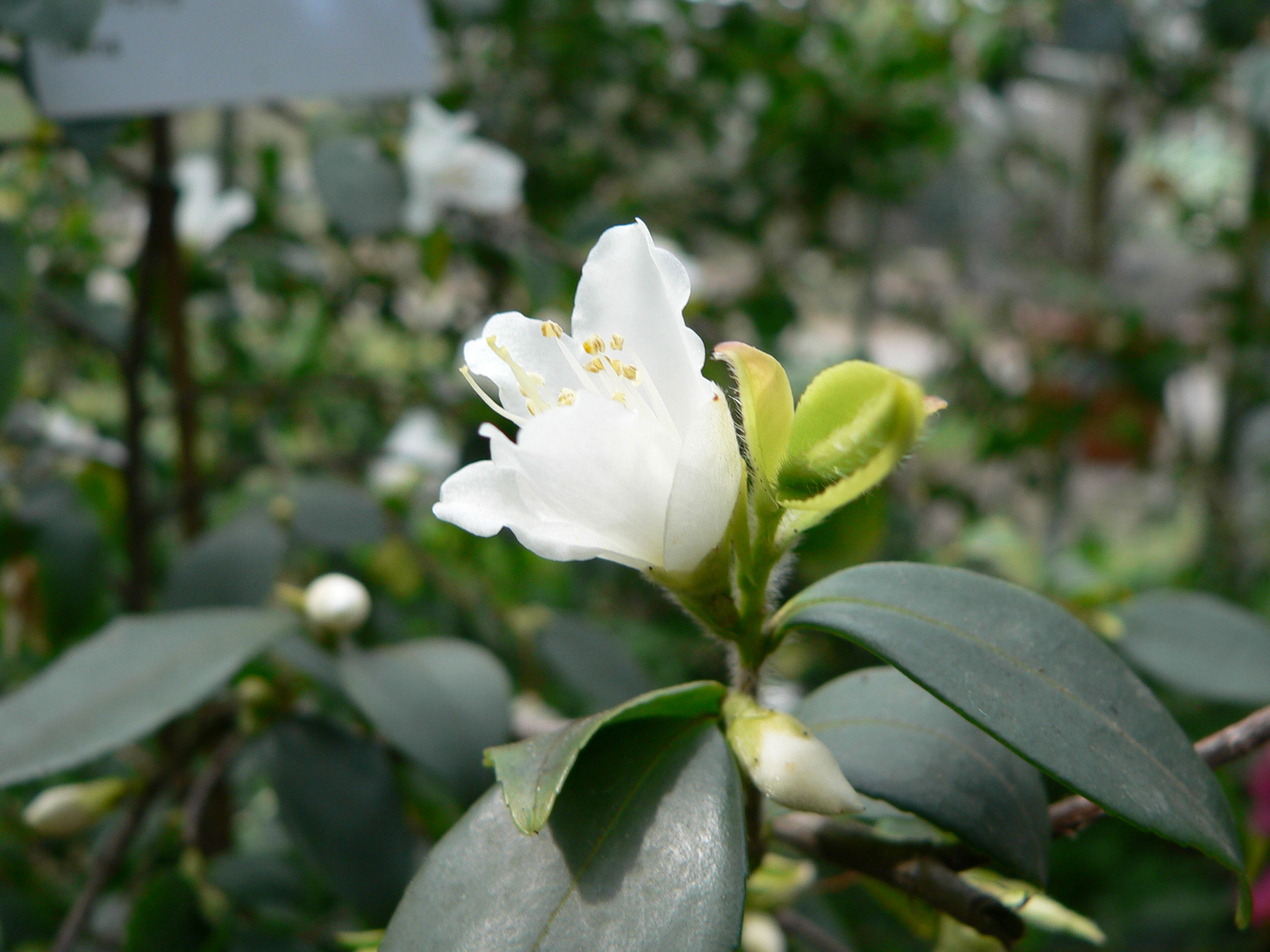
Camellia fraterna
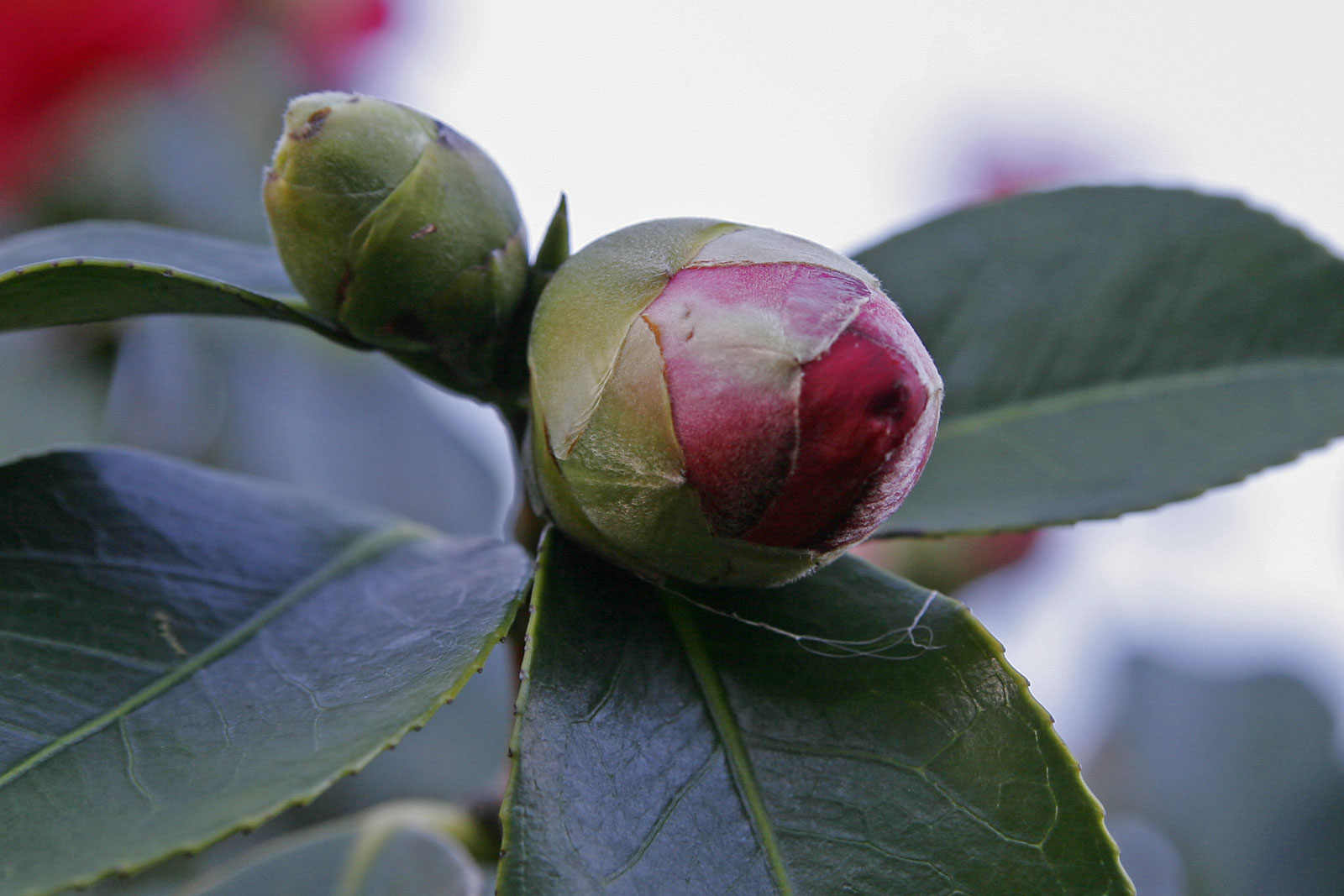
Borrons d'una camèlia
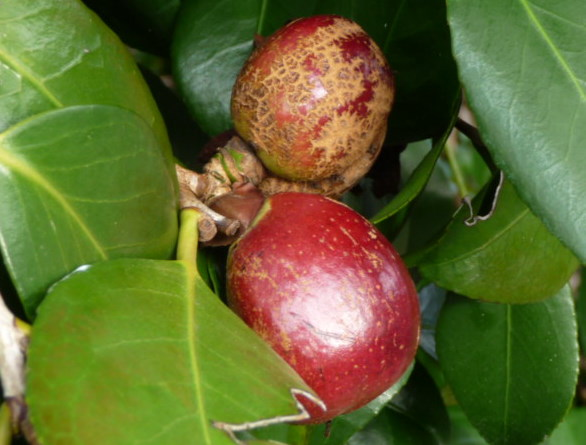
Fruits d'una camèlia